# Сан Јакопо ал Ђироне (Фиренца)
Сан Јакопо ал Ђироне је насеље у Италији у округу Фиренца, региону Тоскана.
Према процени из 2011. у насељу је живело 1531 становника. Насеље се налази на надморској висини од 66 м.